# Min längtan är längre än solarnas ljus
Min längtan är längre än solarnas ljus är en psalm med text skriven 1969 av Anders Frostenson och musik skriven 1974 av Karl-Olof Robertson. Texten är hämtad från Lukasevangeliet 19:1-10.

## Publicerad i
- Herren Lever 1977 som nummer 918 under rubriken "Tillsammans i världen - Fred - frihet - rättvisa".[1]